# 쥐라풋선
쥐라 풋선(프랑스어: ligne du Pied-du-Jura, 독일어: Jurafusslinie) 또는 쥐라 남부 풋선(Jura South Foot Line)은 스위스의 철도 노선이다. 남부 쥐라산맥 기슭을 따라 올텐에서 졸로투른, 그렌헨, 빌/비엔, 뇌샤텔, 이베르동레뱅, 모르주를 거쳐 로잔까지 이어진다. 제네바와 취리히 사이의 시외 열차가 사용하는 두 가지 노선 중 하나이다. 다른 하나는 랑엔탈, 부르크도르프, 베른, 프리부르, 로잔을 통해 올텐과 모르주를 연결하는 미텔란트선(독일어: Mittellandlinie)이다. 이 노선은 5개의 철도 회사에 의해 건설되었으며 몇 차례 합병 후 1903년 스위스 연방 철도에 흡수되었다.
이 노선은 15kV 16.7Hz AC 규격으로 전철화되었으며, 거의 전체가 2트랙이다. 노선의 남쪽 부분은 로잔-제네바 철도의 일부를 형성한다.

## 역사
쥐라 풋선은 여러 단계로 구축되었다. 가장 오래된 부분은 서부 스위스 회사(Compagnie de l'Ouest-Suisse, OS)가 1855년 5월 이베르동레뱅에서 부시니까지 그리고 1855년 7월에 부시니에서 레낭을 거쳐 모르주까지 개통한 구간이다. 1856년 5월 5일 회사는 레낭에서 로잔까지, 모르주에서 부시니까지 연결하는 두 개의 새로운 구간을 개통했다. OS는 1858년 4월 14일 모르주에서 코페까지 노선을 개통하고 다음 4월 21일에 코페에서 베르수아까지 노선을 개통했다. 1858년 6월 25일 베르수아의 개방과 함께 제네바와 연결된 OS-제네바 -베르수아 철도의 제네바선(Chemin de fer Genève-Versoix, GM). 1859년에는 이베르동에서 바우마르쿠스까지 구간이 개통되었다. 1859년 11월 7일 프랑코-스위스 회사(Compagnie Franco-Suisse, LFB)는 파우마르쿠스에서 빌호의 르랑드롱 근처에 있는 프리니스베르크 마을까지 확장을 열었다. 스위스 중앙 철도(Schweizerische Centralbahn, SCB)가 건설한 빌/비엔 근처의 니다우역까지 보트를 타고 빌호를 건너 프리니스베르크의 부두에 임시 역을 설치했다.
1857년 다른 방향에서 SCB는 올텐에서 헤르초 겐부흐제를 거쳐 졸로투른까지 그리고 현재 경로를 따라 졸로투른 남쪽의 빌/비엔까지 노선을 개통했다. 이 노선은 올텐과 졸로투른 사이의 아레 강을 건너지 않아도 되지만, 1876년에 개통된 노선보다 더 길다. 1858년에 SCB는 비엘 역에서 비엘 호수의 니다우까지 짧은 노선을 건설했으며, 그곳에서 배를 타고 빌호 위로 연결된다. 1859년 프리니스베르크의 임시역으로 개업했다. 1860년 12월 3일 스위스 동서 철도 (Schweizerische Ostwestbahn, OWB)로 빌호 북쪽 해안을 따라 비엘에서 란데론까지의 간격이 폐쇄되었다. 그 결과, 비엘에서 니다우까지의 짧은 노선이 1860년 12월 10일에 폐쇄되었다. 이제 여러 철도 회사가 관련되어 있기는 했지만, 기차를 타고 스위스 동쪽에서 제네바로 가는 것이 처음으로 가능해졌다. 기차를 여러 번 갈아타야 함을 의미했다.
완성될 노선의 마지막 구간은 1876년 12월 4일 게우 철도(Gäubahn) 라고도 불리는 SCB에 의해 개통된 은징엔(Oensingen)을 경유하여 올텐에서 졸로투른까지의 구간이었다. 이것은 원래 스위스 국립철도가 보덴 호수에서 제네바 호수까지 제안한 노선의 일부로 계획되었다. Herzogenbuchsee에서 졸로투른까지의 노선은 게우 철도가 우회한 후 지방 철도가 되었다. Rail 2000의 일환으로 데렌딩엔, 주빙엔, 에치켄과 인크빌의 노선과 역 이 1992년에 폐쇄되었으며 대부분이 연결 노선으로 재건되었다. 졸로투른에서 마트슈테텐-로트리스트까지의 고속 여객 열차 역 없이 반츠빌 교차로에서 연결되고 2004년 12월 12일에 개통되었다. The Rail 2000 프로그램에 따라 그로지에– 생오방 및 Concise는 2000년에 개통된 대부분 터널의 복선 구간으로 대체되었다.